# José López Garrido
José López Garrido (Vilagarcía de Arousa, 9 de juny de 1961) és un advocat i polític valencià, diputat al Congrés dels Diputats en la X Legislatura.

## Biografia
És llicenciat en Dret i en Ciències Polítiques i de l'Administració. Militant del Partido Popular, fou elegit regidor de l'ajuntament de Sant Joan d'Alacant a les eleccions municipals espanyoles de 1991 i 1995, i posteriorment a les de 2003 i 2007. De 1995 a 1998 fou Director General d'Interior de la Generalitat Valenciana, i es va veure obligat a dimitir a causa de l'escàndol provocat per les obres d'ampliació il·legal del seu habitatge. De 2003 a 2007 vicepresident tercer de la Diputació d'Alacant.
El 2011 va renunciar com a president local del PP a Sant Joan quan va ser elegit diputat a les eleccions generals espanyoles de 2011. De 2011 a 2014 fou secretari primer de la Comissió d'Economia i Competitivitat del Congrés dels Diputats.